# L'Alpe
L'Alpe est une revue trimestrielle consacrée aux cultures et aux patrimoines de l'arc alpin européen. Fondée en 1998 sous l'impulsion de Jean Guibal, alors conservateur du Musée dauphinois, Pascal Kober, rédacteur en chef, et André Pitte, directeur de la rédaction, elle est publiée par les éditions Glénat en collaboration avec le Musée dauphinois de Grenoble.

## Concept
La revue s’intéresse aux domaines les plus divers, avec comme fil conducteur, les Alpes : notamment la photographie, le tourisme, la nature, les sports de glisse, l'environnement, la géologie, l'histoire mais aussi la gastronomie ou encore la littérature. Ainsi, son numéro 68, axé sur la littérature, porte-t-il sur le sexe de l'alpe,,,. Les articles sont écrits par des scientifiques, des historiens ou des enseignants.

## Rubriques
Les pages "Les actus" sont rédigées par l'équipe de la revue, et notamment Sophie Boizard, sa rédactrice en chef, Audrey Passagia, rédactrice, ou encore Dominique Vulliamy, ancienne rédactrice en chef adjointe. Cette partie est découpée en quatre rubriques principales : expositions, rencontres, livres et forum. 